# Northwest Airlines
Northwest Airlines (im Markenauftritt bis 1986 auch Northwest Orient Airlines sowie ab 2003 nwa) war eine US-amerikanische Fluggesellschaft mit Sitz in Eagan und ein Mitglied der Luftfahrtallianz SkyTeam. Sie wurde im Oktober 2008 von Delta Air Lines übernommen und ging am 31. Januar 2010 vollständig in dieser auf.

## Geschichte

### Gründung und erste Jahre

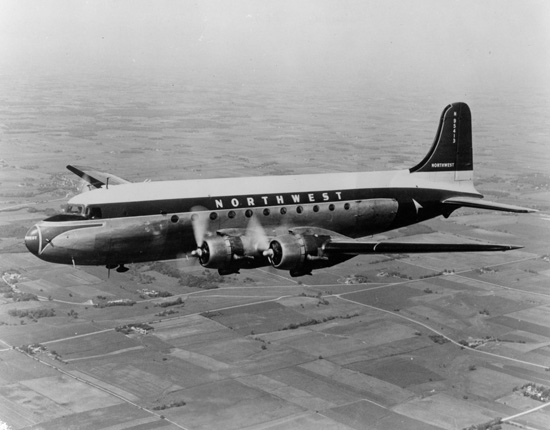
Douglas DC-4 der Northwest Airlines

Die Fluggesellschaft wurde am 1. September 1926 unter dem Namen Northwest Airways von Lewis Brittin gegründet, der bereits im Frühjahr 1926 am Bau des ersten Flugplatzes in Minneapolis beteiligt war. Lewis Brittin konnte mehrere Unternehmer aus der Automobilindustrie als Investoren gewinnen, wodurch es ihm finanziell möglich wurde, die an Charles Dickenson vergebenen Streckenrechte für den Postflugverkehr auf der CAM-Route 9 von Chicago nach Minneapolis zu erwerben. Northwest Airways übernahm den Flugbetrieb auf dieser Strecke am 1. Oktober 1926 und setzte anfangs eine Curtiss Oriole sowie eine Thomas-Morse S4 zur Postbeförderung ein. Der erste Passagierflug folgte am 1. Juni 1928 mit einer Stinson SB-1; 1931 folgte der erste internationale Flug nach Winnipeg. Infolge des Luftpost-Skandals wurde die Gesellschaft am 16. April 1934 zur Northwest Airlines umfirmiert.
Am 22. April 1939 wurde die erste von insgesamt 36 Douglas DC-3 geliefert. Ende 1945 übernahm Northwest Airlines ihre ersten Douglas C-54 (DC-4) von den US-Streitkräften. Mit diesen Flugzeugen eröffnete sie am 15. Juli 1947 eine Linienverbindung zwischen Minneapolis-Saint Paul und Tokio (Japan), die mit mehreren Zwischenstopps absolviert wurde. Gleichzeitig führte das Unternehmen zu Werbezwecken den Markennamen Northwest Orient Airlines ein, wobei die Flugzeuge diesen Schriftzug aber erst 1969 erhielten. Nach Kriegsende wurden unter anderem auch zehn Boeing 377 Stratocruiser bestellt, deren Auslieferung von Juli bis Dezember 1949 erfolgte.

### Im Jet-Zeitalter

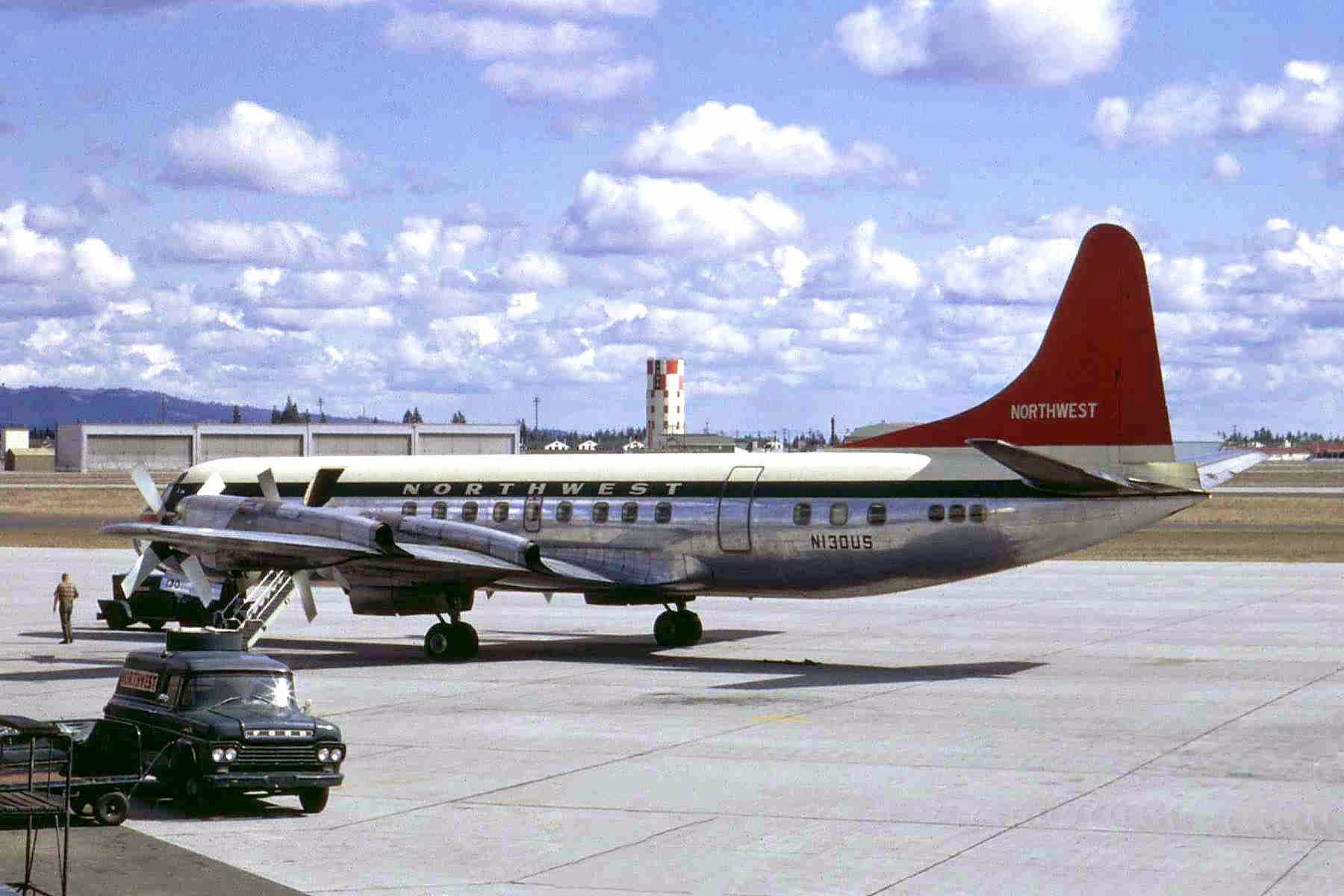
Lockheed L-188 Electra der Northwest Airlines

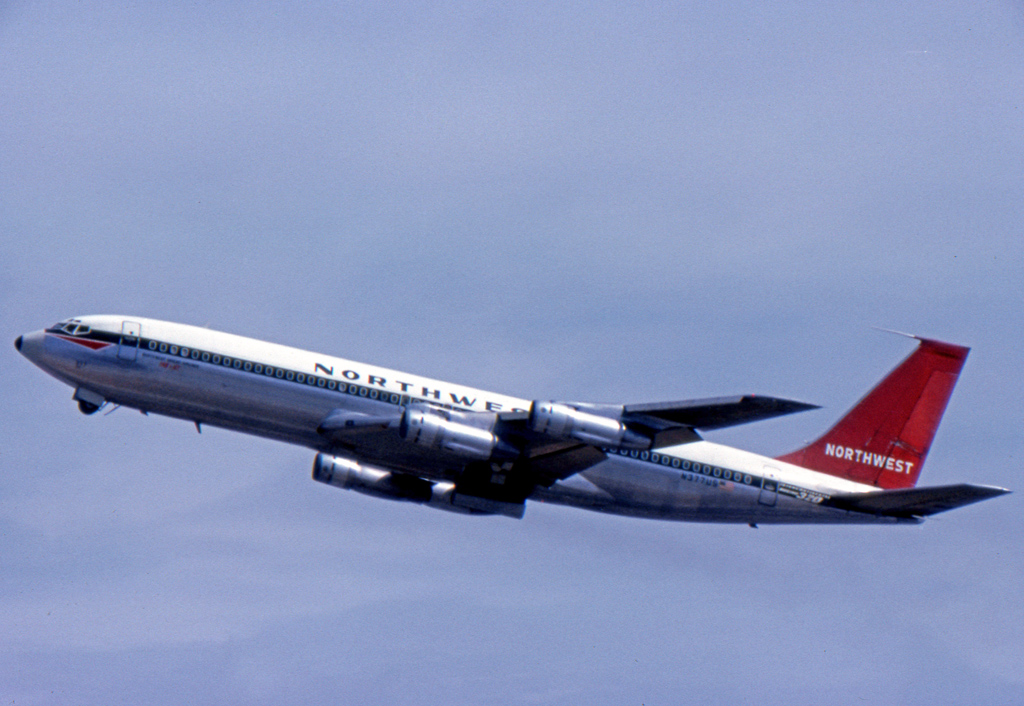
Boeing 707 der Northwest Airlines

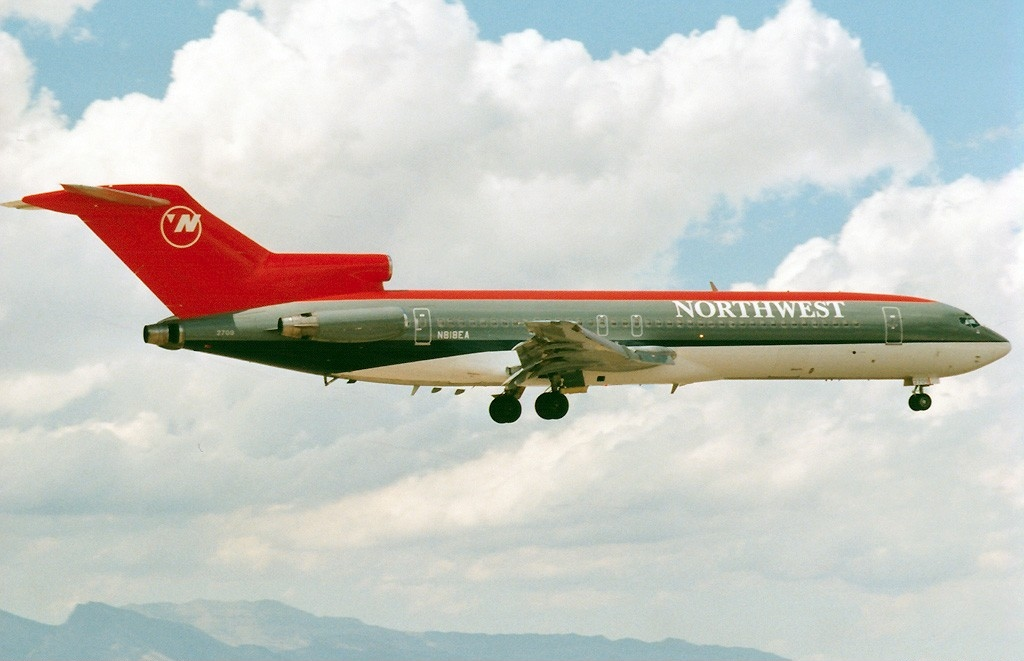
Boeing 727-200 der Northwest Airlines

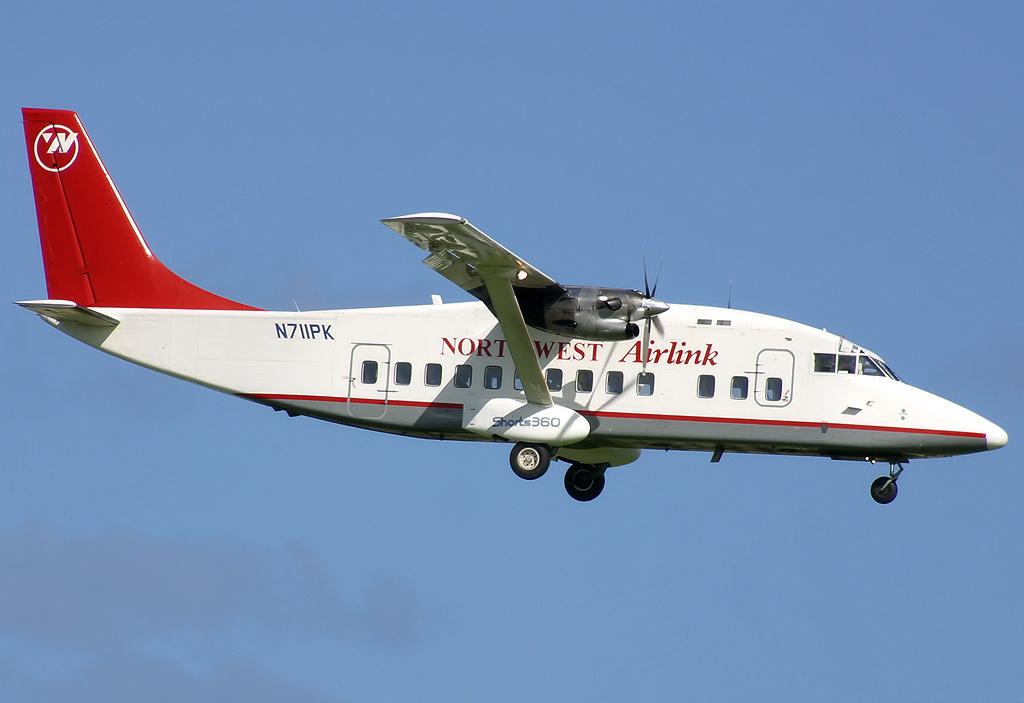
Short 360 von Northwest Airlink

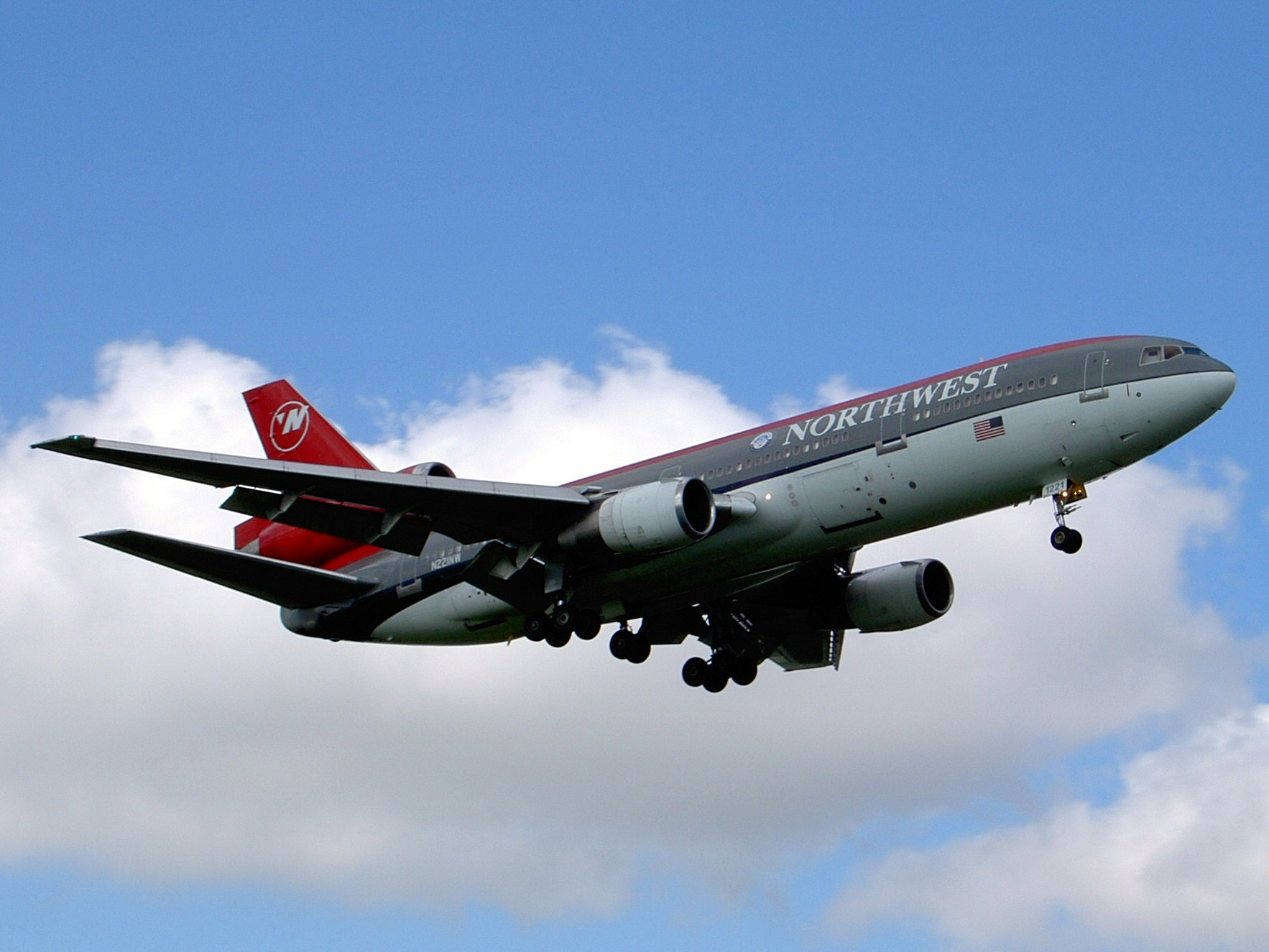
McDonnell Douglas DC-10 der NWA

Am 18. Mai 1960 wurde das erste Strahlflugzeug, eine Douglas DC-8-32, geliefert. Northwest Airlines war auch die erste Fluggesellschaft, die mit diesem Typ den Pazifik überquerte.
Ende 1970 wurde die erste Boeing 747-100 ausgeliefert und auf der Strecke von New York nach Minneapolis eingesetzt. Im Jahre 1980 nahm die Fluggesellschaft – damals noch unter der Marke Northwest Orient Airlines – Linienverkehr nach Deutschland (Hamburg) auf.
Am 23. Januar 1986 kaufte Northwest zu einem Preis von 884 Millionen US-Dollar die amerikanische Fluggesellschaft Republic Airlines. Die zuvor von Republic Airlines betriebenen Hubs in Minneapolis, Detroit und Memphis waren fortan das Rückgrat des Inlandsnetzes von Northwest. Am 1. Oktober 1986 schlossen sich die beiden Fluggesellschaften zusammen.
Im Oktober 1989 erhielt die Gesellschaft als Erstkunde die neue Boeing 747-400.

### Entwicklung seit 2000

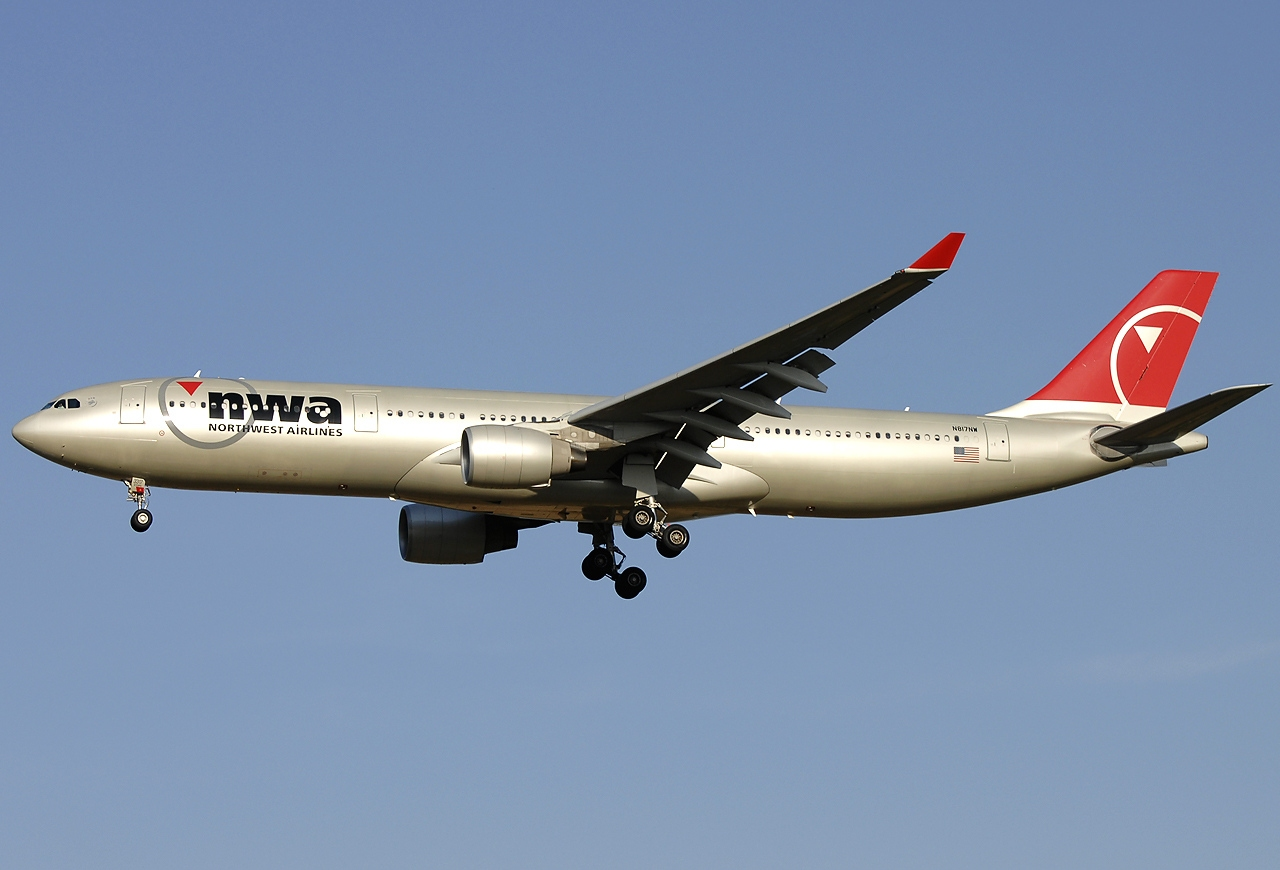
Airbus A330-300 der Northwest Airlines

Mit Auslieferung der ersten Airbus A330-300 im Juni 2003 wurde auch ein neues Corporate Design eingeführt.
Am 5. Mai 2005 bestellte die Gesellschaft bei Boeing 18 Maschinen (plus 50 Optionen) des Typs 787-8 „Dreamliner“ zur Lieferung ab 2009. Am 14. September desselben Jahres beantragte Northwest Insolvenz nach Chapter 11. Nach US-Recht kann ein Unternehmen dabei den laufenden Betrieb aufrechterhalten, ist jedoch vor Forderungen von Gläubigern geschützt.
Für das Jahr 2006 meldete NW zum ersten Mal seit 2000 einen operativen Gewinn von 300 Mio. Dollar. Jedoch meldete die Fluggesellschaft einen reinen Verlust von 2,8 Milliarden, bedingt durch die Restrukturierungsmaßnahmen in Zusammenhang mit der Insolvenz.
Am 28. Februar 2007 stimmte das Insolvenzgericht zu, dass Northwest Airlines den Regionalpartner Mesaba Aviation aufkaufen darf.
 Zum 1. Juni 2007 konnte Northwest nach gut 20 Monaten den Gläubigerschutz nach Chapter 11 verlassen. Damit war zum ersten Mal seit Dezember 2002 keine der sogenannten US-amerikanischen „Legacy“-Gesellschaften mehr im Gläubigerschutz. Als „Legacy-Carrier“ gelten die großen US-Gesellschaften mit internationalem Streckennetz, neben Northwest Airlines namentlich American Airlines, Continental Airlines, Delta Air Lines, United Airlines und US Airways.

### Northwest Airlink
Für den Betrieb von Zubringerflügen wurde 1984 die Marke Northwest Airlink gegründet. Als erste Fluggesellschaft wurde Mesaba Airlines unter Vertrag genommen; sie betrieb für Northwest die Typen Fokker F27 Friendship, Fairchild Swearingen Metro und später auch de Havilland Canada DHC-8-100 sowie Saab 340.
Etliche weitere kleinere Gesellschaften wie Business Express Airlines, Compass Airlines, Express Airlines I (ab 1987; neuer Name ab 2002: Pinnacle Airlines) und Trans States Airlines führten diese Flüge mit den Flugzeugtypen BAe 146 (Avro RJ85), BAe Jetstream 31, Bombardier CRJ, Convair 580, Embraer 175 und Saab 340 im Auftrag von Northwest Airlines durch.
Aufgrund der bevorstehenden Fusion wurden die Flüge von Northwest Airlink ab 2009 auf den Markennamen Delta Connection umgestellt.

### Fusion mit Delta Air Lines
Am 14. April 2008 wurde bekannt, dass Northwest Airlines und Delta Air Lines einen Zusammenschluss planen, bei dem die größte Fluggesellschaft der Welt entstehen würde. Die neue Gesellschaft sollte den Namen Delta Air Lines tragen und vom bisherigen Northwest Airlines-Chef Richard Anderson geleitet werden. Nach Zustimmung der Aktionäre und der US-Kartellbehörde wurde der Zusammenschluss am 29. Oktober 2008 beschlossen. Bis zur vollständigen Integration in Delta (bei der auch die Marke "Northwest" verschwand) agierte Northwest als deren hundertprozentige Tochtergesellschaft.

Vor der Übernahme war Northwest die älteste verbliebene Fluggesellschaft der Vereinigten Staaten und hinter American, Delta, Southwest und United Airlines die fünftgrößte Fluggesellschaft der USA.
Seit dem 31. Dezember 2009 verfügt Northwest Airlines nicht mehr über ein eigenes Luftverkehrsbetreiberzeugnis (AOC – Air Operator Certificate). Seit dem 1. Januar 2010 werden alle Aktivitäten nur noch unter einer gemeinsamen Zulassung durchgeführt, die auf Delta Air Lines lautet. Seit dem 1. Quartal 2010 werden firmenweit alle Reservierungen und Tickets nur noch über das Delta-System abgewickelt. Die Northwest Airlines-Webseite wurde inzwischen geschlossen. Damit sowie mit der Umlackierung der letzten verbleibenden Flugzeuge verschwand die Marke Northwest Airlines vollständig, und die bis dato größte Fluggesellschafts-Übernahme der USA war abgeschlossen.

## Flugziele
Weltweite Verkehrsverbindungen wurden durch eigene sowie Codesharing angeboten. Die Schwerpunkte in den USA waren der Mittlere Westen und der Nordwesten, im internationalen Verkehr die transpazifische Route USA-Asien sowie die transatlantische Verbindung nach Europa. In Deutschland wurde Frankfurt ein- bis zweimal täglich von Detroit aus angeflogen. Dazu gab es von 2007 bis 2008 eine Verbindung von Detroit nach Düsseldorf sowie von 1980 bis 1985 von Minneapolis über London nach Hamburg, was die erste Northwest Airlines (damals als Northwest Orient firmierend) Verbindung nach Deutschland darstellte – sowie von 1981 bis 1985 von New York über Kopenhagen nach Hamburg.
Die US-amerikanischen Luftfahrt-Drehkreuze (engl. Hubs) befanden sich in Minneapolis, Detroit und Memphis, die internationalen in Tokio-Narita und Amsterdam (mit KLM). Northwest war darüber hinaus Mitglied der Luftfahrtallianz SkyTeam, der unter anderem auch Delta Air Lines, Air France und Alitalia angehören.

## Flotte

### Flotte bei Betriebseinstellung

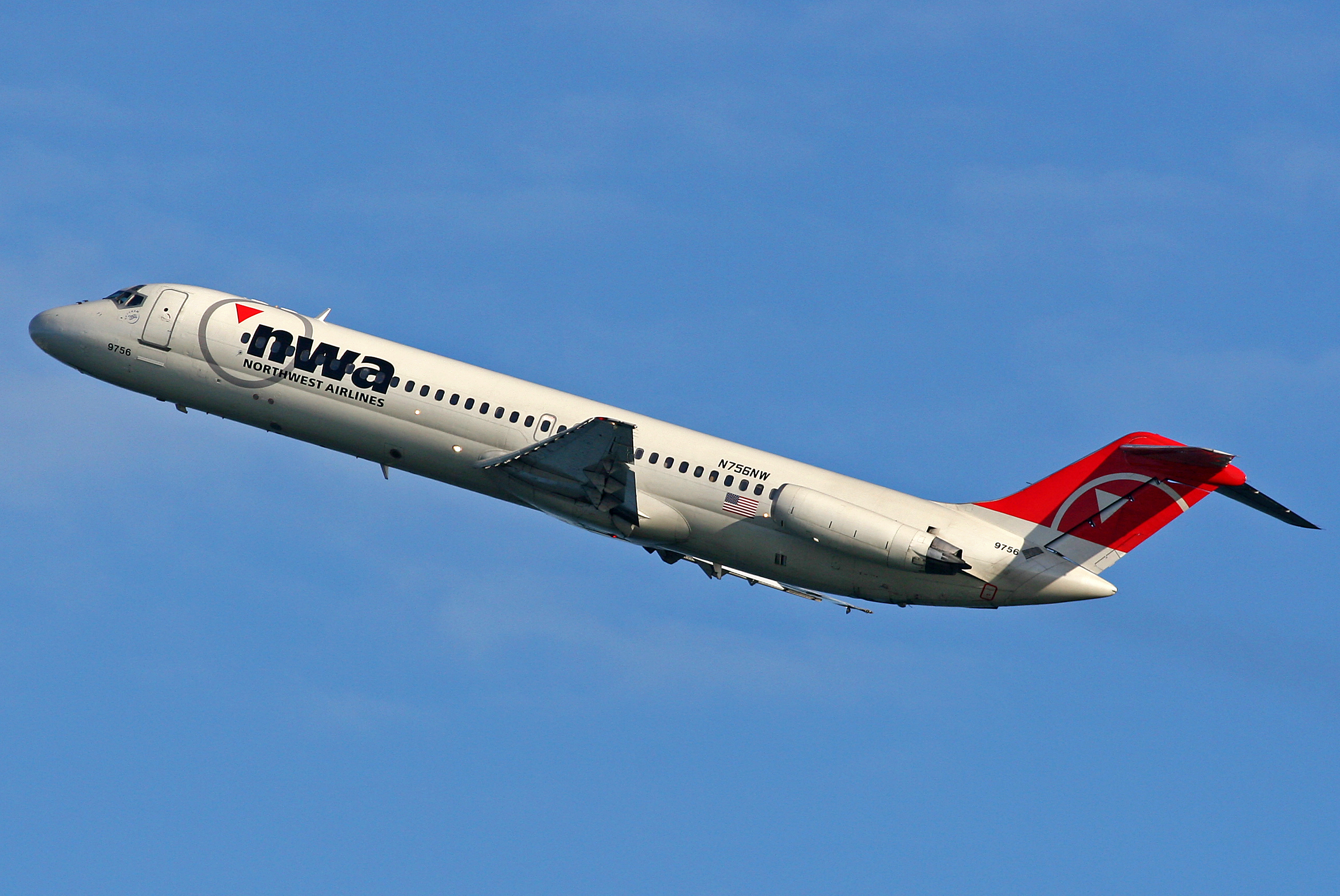
Eine Douglas DC-9-30 der Northwest Airlines

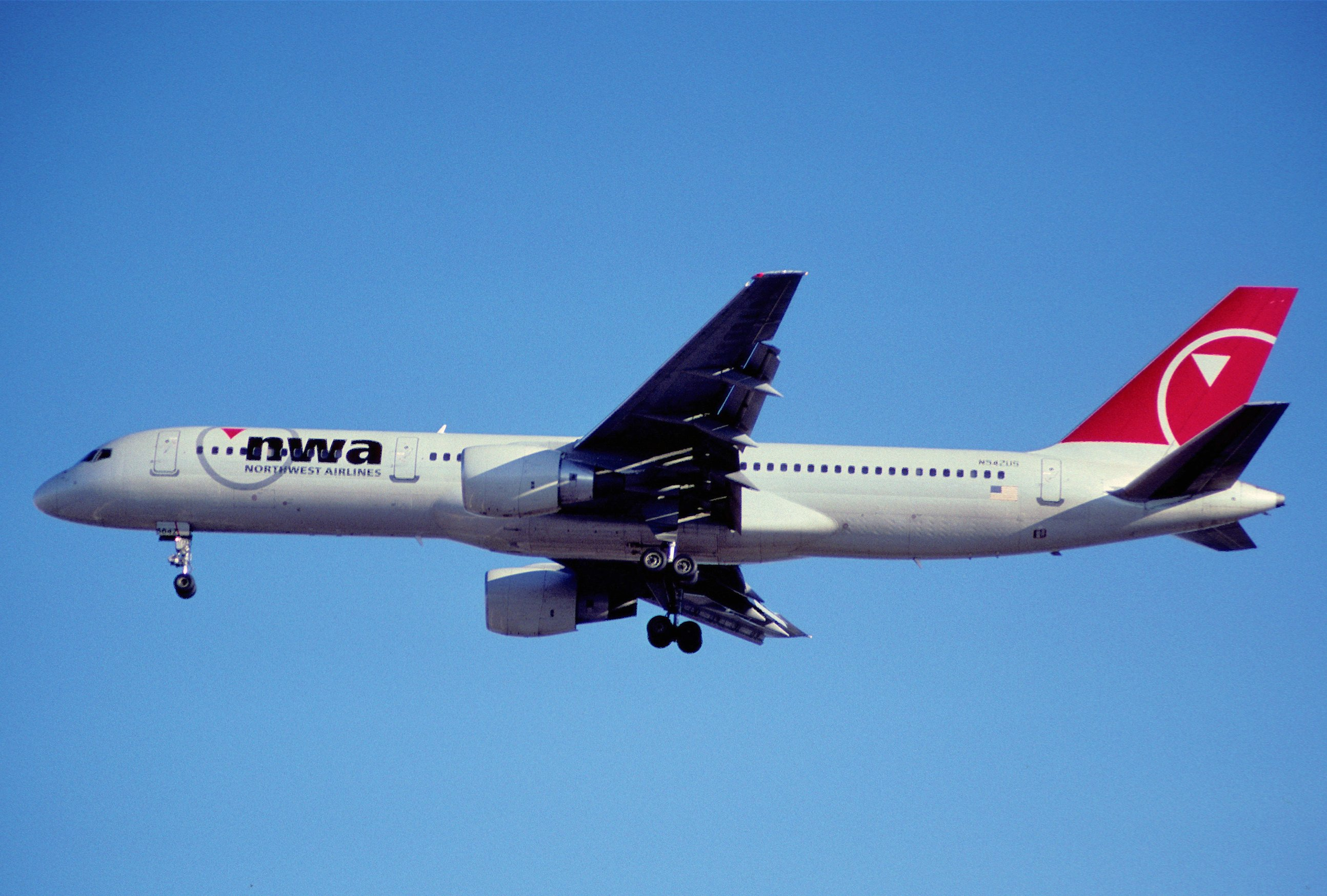
Eine Boeing 757-200 der Northwest Airlines

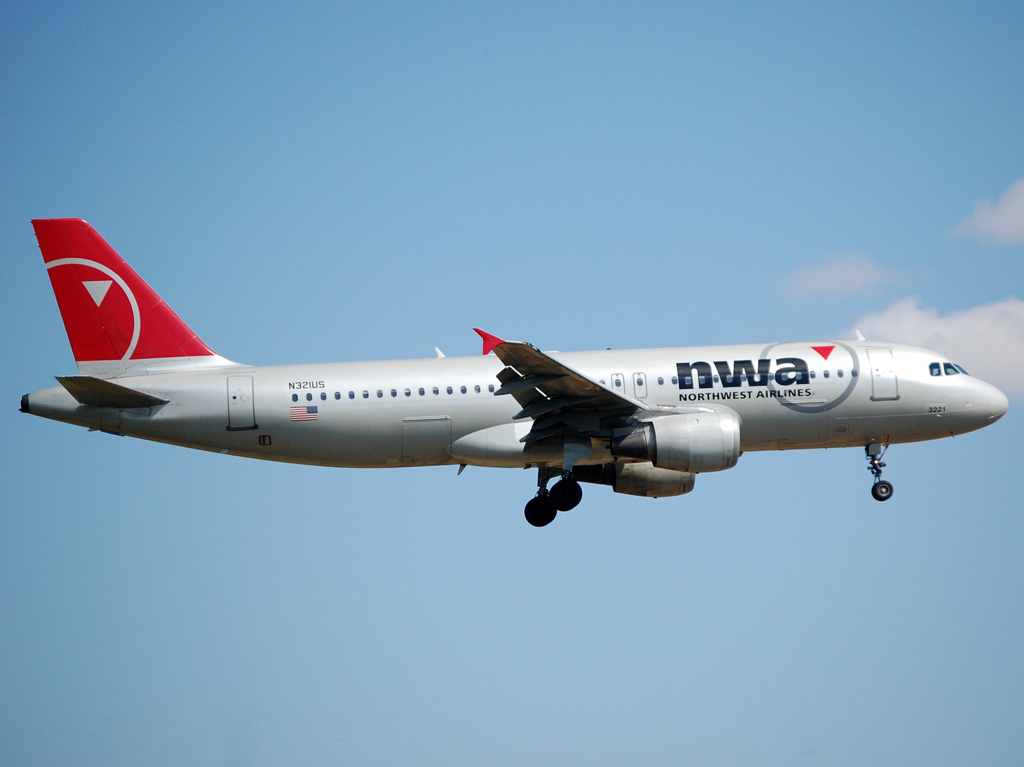
Ein Airbus A320 der Northwest Airlines

Vor der Integration in die Flotte der Delta Air Lines bestand die Flotte der NWA mit Stand Dezember 2009 aus 305 Flugzeugen, von denen zu diesem Zeitpunkt bereits über 180 die Bemalung von Delta trugen.
| Flugzeugtyp        | aktiv | bestellt | Anmerkungen                                                                          |
| ------------------ | ----- | -------- | ------------------------------------------------------------------------------------ |
| Airbus A319-100    | 057   | 05       |                                                                                      |
| Airbus A320-200    | 068   | 02       |                                                                                      |
| Airbus A330-200    | 011   |          | Erste Auslieferung am 21. Juli 2004                                                  |
| Airbus A330-300    | 021   |          | Erste Auslieferung am 8. Juli 2003                                                   |
| Boeing 747-200FSCD | 05    |          | Frachtmaschinen; erste Auslieferung am 3. Juli 1975                                  |
| Boeing 747-400     | 016   |          | Erste Auslieferung am 26. Januar 1989; sollten zu Frachtmaschinen konvertiert werden |
| Boeing 757-200     | 041   |          | Erste Auslieferung am 28. Februar 1985                                               |
| Boeing 757-300     | 016   |          | Erste Auslieferung am 20. Juli 2002                                                  |
| Boeing 787-8       |       | 018      |                                                                                      |
| Douglas DC-9-30    | 027   |          | 24 von diesen waren zur Ausmusterung vorgesehen.                                     |
| Douglas DC-9-40    | 07    |          |                                                                                      |
| Douglas DC-9-50    | 033   |          |                                                                                      |
| Gesamt             | 305   | 025      |                                                                                      |

### Zuvor eingesetzte Flugzeuge

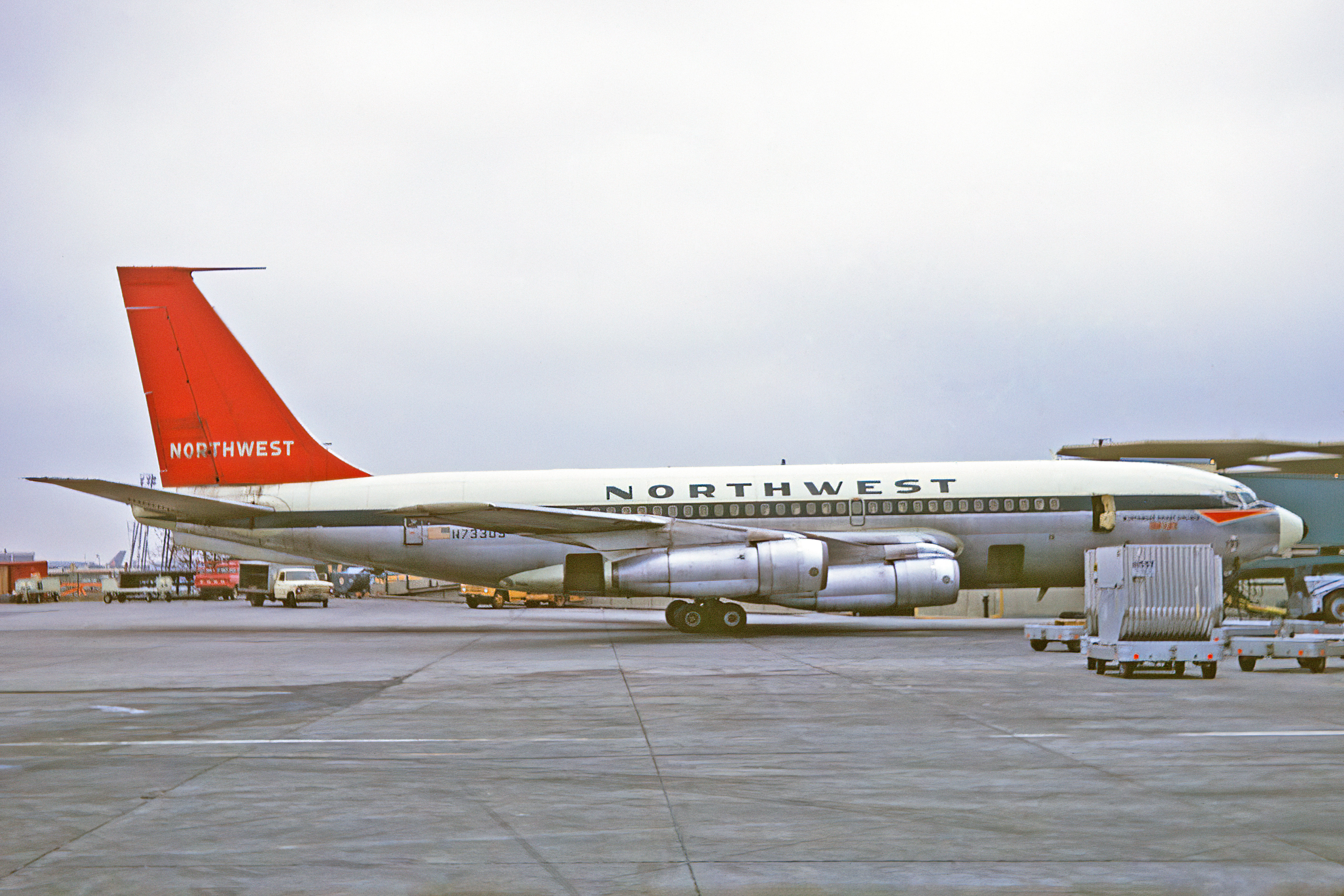
Boeing 720 der Northwest Airlines

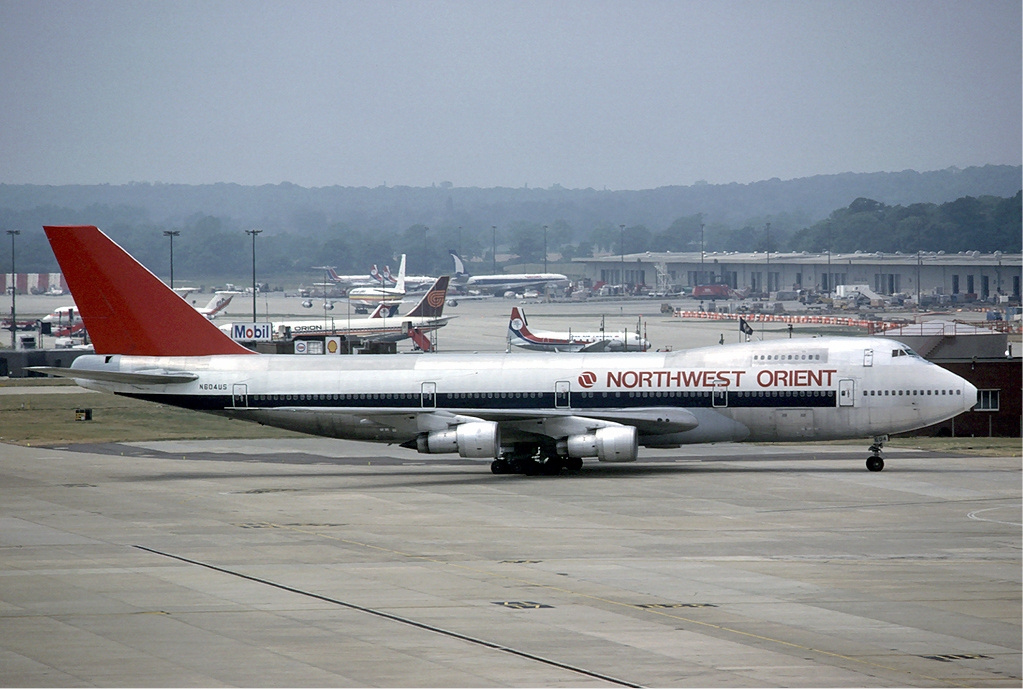
Boeing 747-100 der Northwest Airlines

Davor setzte Northwest Airlines auch folgende Flugzeugtypen ein:
- BAe Avro RJ85
- Boeing 247
- Boeing 377 Stratocruiser
- Boeing 707
- Boeing 720
- Boeing 727-100
- Boeing 727-200
- Boeing 747-100
- Boeing 747-400
- Canadair Regional Jet CRJ200
- Canadair Regional Jet CRJ900
- Convair CV-580
- Curtiss C-46 Commando
- Douglas DC-3
- Douglas DC-4
- Douglas DC-6
- Douglas DC-7
- Douglas DC-8
- Embraer 170
- Lockheed Modell 10 Electra
- Lockheed L-1049 Super Constellation
- Lockheed L-188A Electra
- Martin 2-0-2
- McDonnell Douglas DC-10
- McDonnell Douglas DC-9-80 (MD-80)

## Zwischenfälle
Von 1938 bis Betriebseinstellung 2010 kam es bei Northwest Airlines und unter ihren Vorgängernamen zu 41 Totalschäden von Flugzeugen. Dabei kamen insgesamt 758 Menschen ums Leben.
- Am 30. Oktober 1941 stürzte eine Douglas DC-3A-269 der Northwest Airlines (Luftfahrzeugkennzeichen NC21712) bei Moorhead (Minnesota) (USA) im Anflug auf den Flughafen Hector (North Dakota) ab, 6 Kilometer südöstlich des Zielflughafens. Der Anflug in dichtem Nebel wurde trotz starker Vereisung fortgesetzt, statt einen Ausweichflugplatz anzufliegen. Von den 15 Insassen kamen 14 ums Leben, zwei Besatzungsmitglieder und alle 12 Passagiere.[20]

- Am 23. September 1943 fiel an einer Curtiss C-46A-10-CU Commando der Northwest Orient Airlines, betrieben für die United States Army Air Forces (USAAF) (41-12356) im Steigflug nach dem Start von der McClellan Air Force Base (Kalifornien, USA) das Triebwerk Nr. 2 (rechts) aus. Bald danach fiel auch das Triebwerk Nr. 1 aus. Ein Besatzungsmitglied konnte noch mit dem Fallschirm abspringen, bevor die Maschine bei McCloud (Kalifornien) abstürzte. Von den 6 Insassen kamen 5 Besatzungsmitglieder ums Leben.[21]

- Im November 1943 (genaues Datum unbekannt) wurde eine Curtiss C-46 Commando der Northwest Airlines, betrieben für die United States Army Air Forces (USAAF) (41-5183), an einem unbekannten Ort irreparabel beschädigt. Über Personenschäden liegen keine Informationen vor.[22]

- Am 18. September 1944 wurde eine Douglas DC-3/C-47A-90-DL der Northwest Airlines, betrieben von den United States Army Air Forces (USAAF) (43-15738) aus einer Flughöhe von 3650 Metern heraus gegen den Mount Deception (Alaska) (USA) geflogen, möglicherweise begünstigt durch einen Abwind. Die Piloten waren auf dem Flug von Anchorage nach Fairbanks (beides in Alaska) 56 Kilometer vom Kurs abgewichen. Durch diesen CFIT (Controlled flight into terrain) wurden alle 19 Insassen getötet, drei Besatzungsmitglieder und 16 Passagiere.[23]

- Am 8. Dezember 1945 wurde eine Douglas DC-3/C-47B-45-DK der Northwest Airlines, betrieben von den United States Army Air Forces (USAAF) (45-922) während des Anflugs auf den Billings Municipal Airport (Montana, USA) 400 Meter südlich davon in Bäume geflogen, stürzte ab und brannte aus. Der Nachtanflug fand bei Schneefall statt. Von den 23 Insassen kamen 19 ums Leben, beide Besatzungsmitglieder und 17 Passagiere.[24]

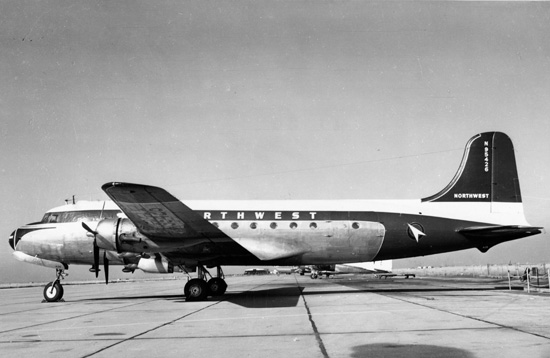
Eine Douglas DC-4 der Northwest Airlines

- Am 6. Januar 1947 streifte eine Douglas DC-4/C-54B-5-DO der Northwest Airlines (NC95412) kurz vor der Landung auf dem Chicago Municipal Airport (dem heutigen Midway Airport) (Illinois, USA) einen Beton-Markierungspfeiler und schleuderte herum. Die Maschine fing Feuer und brannte aus. Alle 41 Insassen überlebten.[25]

- Am 12. März 1948 wurde eine Douglas DC-4/C-54G-1-DO der Northwest Airlines (NC95422) in einer Höhe von 11.000 Fuß (3.350 Metern) in den 16.237 Fuß (4.949 Meter) hohen Berg Mount Sanford (Alaska, USA) geflogen. Die Maschine befand sich auf dem Weg von Anchorage-Merrill Field zum Flughafen New York-LaGuardia, als sie im Reiseflug von der sicheren Luftstraße abwich und in den Berg flog. Bei diesem CFIT (Controlled flight into terrain) wurden alle 30 Insassen, sechs Besatzungsmitglieder und 24 Passagiere, getötet. Das Wrack wurde erst gut 50 Jahre später, im Jahr 1999 gefunden (siehe auch Northwest-Airlines-Flug 4422).[26]

- Am 29. August 1948 zerbrach knapp sieben Kilometer nordwestlich von Winona (Minnesota) die Martin 2-0-2 mit dem Luftfahrzeugkennzeichen NC93044 beim Durchflug eines Gewitters. Alle 37 Menschen an Bord wurden getötet (siehe auch Northwest-Airlines-Flug 421).[27]

- Am 27. Oktober 1948 flog eine Douglas DC-4/C-54A-15-DC der US-amerikanischen Northwest Airlines (NC88785) 55 Kilometer nördlich des Startflughafens Edmonton Municipal Airport (Alberta, Kanada) entfernt in einen Berg. Kurz nach dem Abheben hatte der Kapitän unvermittelt das Triebwerk Nr. 1 (links außen) abgestellt, um einen Triebwerksausfall zur Übung des fliegenden Ersten Offiziers zu simulieren. Die Maschine stieg nur sehr langsam und überflog das Stadtzentrum in nur rund 120 Metern Höhe. Dann ließ der Kapitän dieses Triebwerk erneut an und meldete eine Flughöhe von 7000 Fuß. Tatsächlich aber flog die Maschine in nur 3000 Fuß Höhe, 210 Meter über dem Boden. Der Kapitän stellte nun beide linke Triebwerke ab und wollte dem Ersten Offizier Notverfahren beibringen. Als er die gefährlich niedrige Höhe bemerkte, war es zu spät für eine Anlassen der absichtlich abgestellten Motoren. Das Flugzeug streifte Baumkronen, stürzte nach ein paar Hundert Metern ab und fing Feuer. Als Unfallursache wurde das unverantwortliche Handeln des Kapitäns festgestellt, der in gefährlich niedriger Höhe simulierte Notverfahren üben lassen wollte. Von den fünf Besatzungsmitgliedern, den einzigen Insassen, wurden 2 getötet (siehe auch Northwest-Airlines-Flug 6427).[28]

- Am 7. März 1950 wurde eine Martin 2-0-2 der Northwest Airlines (N93050) im Anflug auf die Landebahn 35 des Flughafens Minneapolis-Saint Paul (USA) in den Boden geflogen. In schlechtem Wetter flogen die Piloten das Flugzeug beim Versuch eines Sichtanflugs unter den Gleitpfad des Instrumentenlandesystems und weit weg vom Signal des Landekurssenders, woraufhin es in einer Höhe von nur 21 Metern rund 1,3 Kilometer vor der Landebahn und 200 Meter westlich der Anfluglinie mit einer Fahnenstange kollidierte. Die beschädigte Maschine flog dann noch 6,1 Kilometer nach Westen weiter von Kurs weg, bis die linke Tragfläche abbrach und es zum Absturz auf ein Haus kam. Das ausgebrochene Feuer zerstörte auch das Wohnhaus. Durch diesen CFIT (Controlled flight into terrain) wurden alle 13 Insassen, drei Besatzungsmitglieder und 10 Passagiere, getötet, ebenso wie die zwei Bewohner des brennenden Hauses (siehe auch Northwest-Airlines-Flug 307).[29]

- Am 24. Juni 1950 (GMT) stürzte eine Douglas DC-4 der Northwest Airlines (Luftfahrzeugkennzeichen N95425) auf dem Flug von New York nach Seattle beim Durchflug einer Gewitterlinie ca. 30 km nördlich von Benton Harbor in den Michigansee, USA. Alle 55 Passagiere und 3 Besatzungsmitglieder kamen ums Leben. Es war der bis dahin schwerste Verkehrsflugzeugunfall in den USA (siehe Northwest-Airlines-Flug 2501).[30]

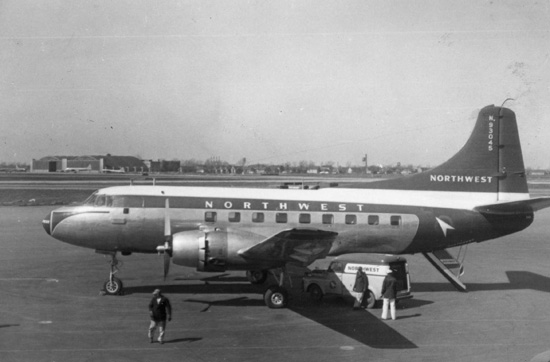
Eine Martin 202 der Northwest Airlines

- Am 13. Oktober 1950 stürzte eine Martin 2-0-2 der Northwest Airlines (N93037) bei Almelund (Minnesota) ab, 75 Kilometer nordnordöstlich des Startflughafens Minneapolis-Saint Paul (USA). Nachdem sich der rechte Propeller von alleine in die Umkehrschub-Stellung gebracht hatte, war das Flugzeug nicht mehr zu kontrollieren und stürzte zu Boden. Alle 6 Insassen, drei Besatzungsmitglieder und drei Passagiere, kamen ums Leben  (siehe auch Flugunfall der Northwest Airlines bei Almelund).[31]

- Am 7. November 1950 wurde eine Martin 2-0-2 der Northwest Airlines (N93040) auf dem nur rund 80 Kilometer langen Flug von Helena (Montana) nach Butte (Montana) fünf  Kilometer östlich des Zielflughafens in einen Bergrücken geflogen. Alle 21 Insassen wurden getötet. Das vorgeschriebene Anflugverfahren war trotz zweifelhafter Wetterbedingungen mit Wolken und Schauern nicht eingehalten worden.[32][33]

- Am 16. Januar 1951 verunglückte eine Martin 2-0-2 der Northwest Airlines (N93054) nahe Reardan, Washington, auf dem Flug von Spokane nach Wenatchee. Nach einem Notruf stürzte die Maschine steil zu Boden. Alle sieben Passagiere und drei Crewmitglieder starben.[34]

- Am 19. Januar 1952 verunglückte eine Douglas DC-4/C-54E der Northwest Airlines (N45342) bei einer Ausweichlandung auf dem Flughafen von Sandspit, British Columbia, Kanada. Die Maschine befand sich auf einem Flug von der Elmendorf Air Force Base (Alaska, USA) zur McChord Air Force Base (Washington, USA), als im Reiseflug das Triebwerk Nr. 1 (links außen) abgestellt werden musste. Das Flugzeug setzte nach einem Drittel der Landebahnlänge auf. Kurz danach wurde ein Durchstarten eingeleitet, wobei es jedoch kaum stieg und unmittelbar vor dem Eintreten eines Strömungsabrisses und 1370 Meter hinter dem Landebahnende auf dem umgebenden Wasser aufschlug. Obwohl nahezu alle Insassen das Wrack verlassen konnten, starben 36 der 43 Insassen durch Unterkühlung, alle drei Besatzungsmitglieder und 33 der 40 Passagiere (siehe auch Northwest-Airlines-Flug 324).[35]

- Am 9. April 1952 wurde eine von der US-amerikanischen Northwest Airlines gemietete Martin 2-0-2 (N93043) der Japan Airlines während eines japanischen Inlandsfluges in den Mihara-Vulkan (Japan) geflogen. Durch diesen CFIT (Controlled flight into terrain) wurden alle 37 Personen an Bord getötet, vier Besatzungsmitglieder und 33 Passagiere (siehe auch Flugunfall der Japan Air Lines am Mihara-Vulkan).[36]

- Am 6. September 1953 überdrehte an einer Lockheed L-1049 Super Constellation der Northwest Airlines (N6214C) kurz nach dem Start vom Flughafen Seattle-Tacoma der Propeller Nr. 3 (rechts innen). Obwohl er in die Segelstellung geschaltet wurde, drehte er mit 400 rpm weiter. Im Steigflug durch 5000 Fuß musste wegen starken Ölverlusts auch das Triebwerk Nr. 4 (rechts außen) abgestellt werden. Für die Notlandung auf der 40 Kilometer südlich von Seattle gelegenen McChord Air Force Base (Washington, USA) konnte aufgrund eines Konstruktionsfehlers der Super Constellation nur das rechte Hauptfahrwerk verriegelt werden. Daher schleuderte die Maschine von der Landebahn herunter und brach in Flammen aus. Alle 32 Personen an Bord, sechs Besatzungsmitglieder und 26 Passagiere, konnten rechtzeitig evakuiert werden und überlebten den Unfall.[37]

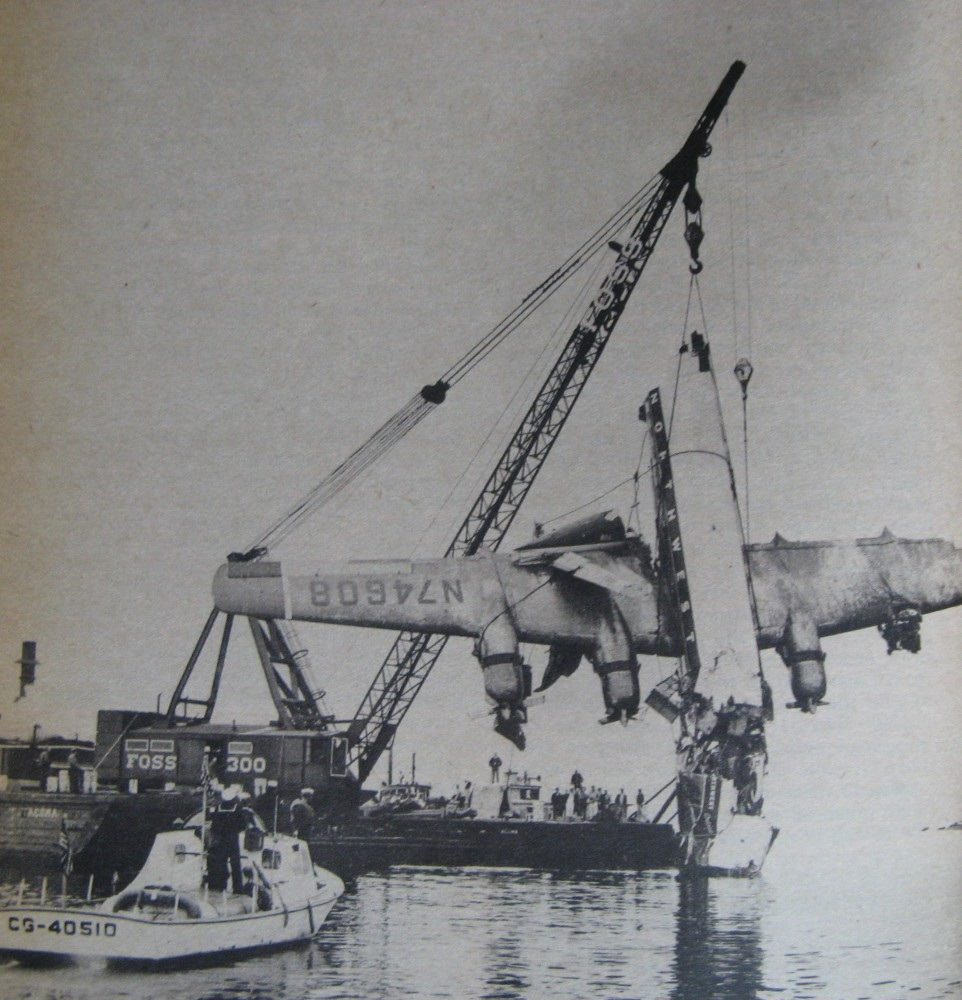
Bergung der am 2. April 1956 verunglückten Boeing 377 aus dem Puget Sound

- Am 2. April 1956 kam es bei einer Boeing 377 der Northwest Airlines (N74608) nach dem Einfahren der Landeklappen kurz nach dem Start vom Flughafen Seattle-Tacoma (USA) zu schweren Vibrationen. Die Flughöhe konnte nicht mehr gehalten werden, und es wurde eine Notwasserung in der Meeresbucht Puget Sound durchgeführt, knapp 9 Kilometer südwestlich des Startflughafens. Etwa 15 Minuten später sank das Flugzeug. Von den 38 Insassen kamen 5 ums Leben, 1 Besatzungsmitglied und 4 Passagiere (siehe auch Northwest-Airlines-Flug 2 (1956)).[38]

- Am 28. August 1958 verunglückte eine Douglas DC-6B der Northwest Airlines (N575) beim Start vom Flughafen Minneapolis-Saint Paul (Minnesota, USA). Alle 62 Insassen, vier Besatzungsmitglieder und 58 Passagiere, überlebten den Unfall. Nach der erfolgreichen Evakuierung ging das Flugzeug in Flammen auf. Es wurde irreparabel beschädigt. Der Unfall wurde auf Unaufmerksamkeit der Piloten beim Start unter schlechten Sichtverhältnissen zurückgeführt.[39]

- Am 17. März 1960 brach eine Lockheed L-188 Electra der Northwest Airlines (N121US) auf dem planmäßigen Flug von Minneapolis nach Miami in der Luft auseinander. Der Unfall wurde durch Vibrationen der Propeller verursacht. Alle 63 Insassen fanden den Tod (siehe auch Northwest-Airlines-Flug 710).[40]

- Am 14. Juli 1960 kam es bei einer Douglas DC-7C der Northwest Airlines (N292) zu einem Triebwerksausfall des Motors Nr. 2 (links innen). Während eines Notsinkflugs löste sich dessen Propeller und schlug in den Rumpf ein. Die Maschine befand sich auf einem Flug vom Flughafen Okinawa-Naha zum Flughafen Manila. Wegen eines Feuers in der linken Tragfläche wurde 8 Kilometer nordöstlich von Polillo Island (Philippinen), rund 100 Kilometer östlich von Manila, eine Notwasserung durchgeführt, bei der das Flugzeug in mehrere Teile zerbrach. Die Insassen konnten sich auf die noch schwimmende rechte Tragfläche flüchten, von der sie vier bis sechs Stunden nach dem Unfall gerettet wurden. Ein weiblicher Passagier verstarb, die anderen 57 Insassen überlebten (siehe auch Northwest-Airlines-Flug 1-11).[41]

- Am 28. Oktober 1960 wurde eine Douglas DC-4/C-54A-10-DC der Northwest Airlines (N48762) 32 Kilometer westlich von Missoula (Montana, USA) in das Clark Fork Valley geflogen. Trotz aufliegender Bewölkung und Schneeschauern wurde der Anflug auf den Flughafen Missoula im Sichtflug durchgeführt. Bei diesem CFIT (Controlled flight into terrain) wurden alle 12 Insassen, vier Besatzungsmitglieder und 8 Passagiere, getötet.[42]

- Am 17. September 1961 geriet eine Lockheed L-188C Electra der Northwest Airlines (N137US) nach dem Abheben vom Flughafen Chicago O’Hare (Illinois, USA) in einen immer weiter zunehmenden Querneigungswinkel nach rechts. Aus der maximal erreichten Höhe von etwa 80 Metern sank das Flugzeug zu Boden, schlug mit einer Querneigung von 85° neben einer Eisenbahnlinie auf und wurde zerstört. Die Unfallursache war das Versagen des primären Querruder-Steuerungssystems aufgrund eines unsachgemäßen Austauschs der Querruder-Verstärkungseinheit durch Wartungsmechaniker, was zum Verlust der Kontrolle über das Flugzeug führte. Alle 37 Insassen, fünf Besatzungsmitglieder und 32 Passagiere, wurden getötet.[43]

- Am 22. Oktober 1962 kam es bei einer Douglas DC-7CF der Northwest Airlines (N285) im Reiseflug zu einem Ausfall des Triebwerks Nr. 2 (links innen) mit einem unkontrollierbaren Überdrehen des zugehörigen Propellers. Daher musste eine Notwasserung im Pazifik nahe Biorka Island bei Sitka (Alaska, USA) durchgeführt werden. Während die Maschine noch 24 Minuten schwamm, konnten alle Insassen mittels Rettungsflößen in Sicherheit gebracht werden. Alle 102 Insassen, sieben Besatzungsmitglieder und 95 Passagiere, überlebten die Notwasserung. Das Flugzeug befand sich auf einem Charterflug für die US-Streitkräfte von der McChord Air Force Base (Washington, USA) zur  Elmendorf Air Force Base (Alaska).[44]

- Am 12. Februar 1963 verlor eine Boeing 720-051B der Northwest Airlines (N724US) nach dem Start vom Flughafen Miami und einem steilen Steigflug an Geschwindigkeit und ging in einen Sturzflug über, bei welchem sie in etwa 3000 Meter Höhe auseinanderbrach und in ein Nationalparkgebiet der Everglades-Sümpfe stürzte. Alle 43 Insassen kamen ums Leben. Als Ursache wurde ein Kontrollverlust durch extreme Turbulenzen in Gewitternähe festgestellt (siehe auch Northwest-Airlines-Flug 705).[45][46]

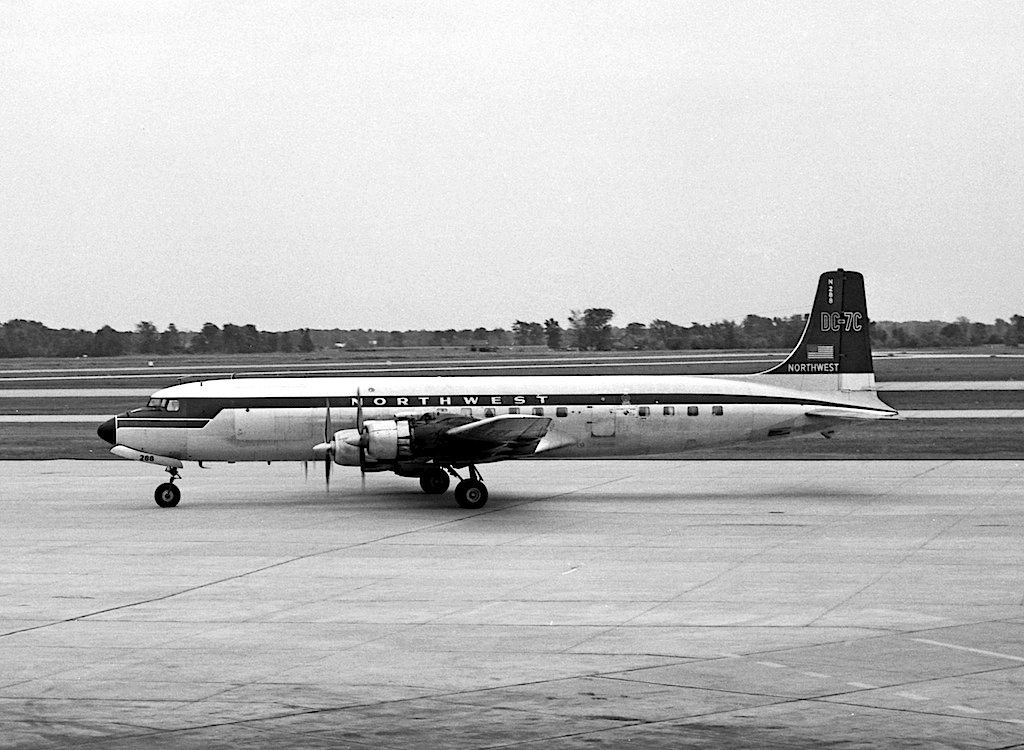
Eine Douglas DC-7C der Northwest Airlines

- Am 3. Juni 1963 stürzte eine Douglas DC-7CF (N290) ca. 80 Kilometer nordwestlich der kanadischen Queen Charlotte Islands in den Pazifik. Die Maschine befand sich auf einem militärischen Charterflug zur Elmendorf Air Force Base bei Anchorage, Alaska. Alle 101 Insassen starben. Es handelte sich um den zweitschwersten Unfall einer DC-7, gemessen an der Zahl der Todesopfer.[47]

- Am 24. November 1971 wurde eine Boeing 727-51 durch D. B. Cooper entführt. Die Passagiere durften in Seattle das Flugzeug verlassen. Cooper forderte den Piloten auf, nach Mexiko zu fliegen. Während des Flugs in der Nacht und bei Gewitter sprang dieser mit 200.000 US$ Lösegeld aus der 727. Der Crew passierte nichts. Die Ermittlungen des FBI wurden am 13. Juli 2016 endgültig eingestellt.[48]

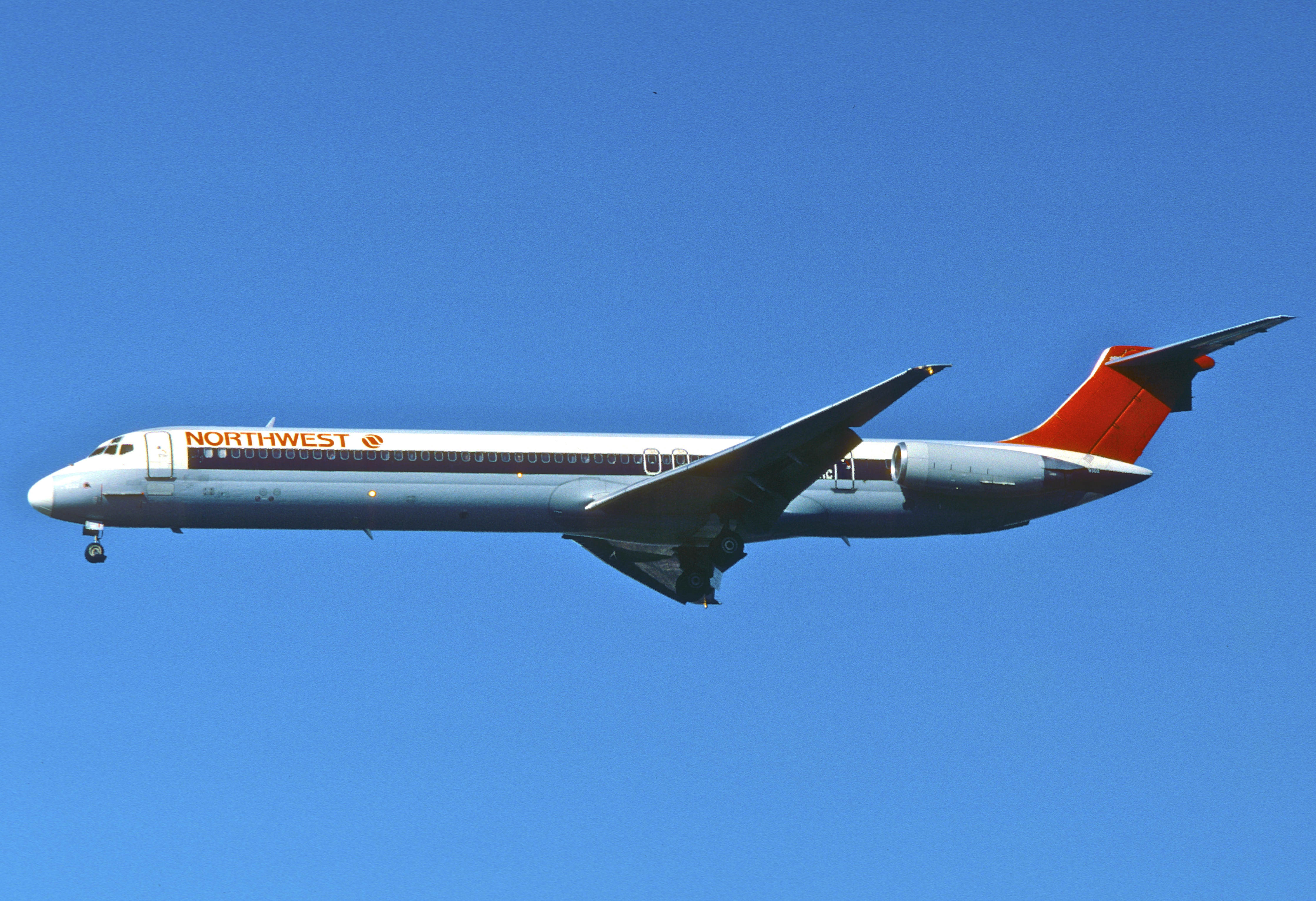
Eine McDonnell Douglas DC-9-82 (MD-82), baugleich mit der 1987 verunglückten

- Am 16. August 1987 stürzte eine McDonnell Douglas DC-9-82 (N312RC) auf dem Northwest-Airlines-Flug 255 kurz nach dem Start vom Flughafen Detroit, Michigan ab. Von den 149 Passagieren und 6 Besatzungsmitgliedern überlebte nur ein vierjähriges Mädchen. Darüber hinaus kamen 2 Personen am Boden ums Leben. Als Unfallursache gelten nicht korrekt konfigurierte Auftriebshilfen.[49]

- Am 3. Dezember 1990 kollidierten zwei Verkehrsmaschinen der Northwest Airlines auf dem Flughafen Detroit im Nebel am Boden, eine Douglas DC-9 auf dem Weg nach Pittsburgh und eine Boeing 727 auf dem Weg nach Memphis. Die Piloten der DC-9 waren versehentlich auf die Startbahn gerollt. Bei dem Zusammenprall mit über 150 km/h wurde bei jeder Maschine eine Tragfläche abgerissen und bei der DC-9 brach Feuer aus. 8 Menschen starben, 198 Menschen überlebten (siehe auch Flugzeugkollision auf dem Detroit Metropolitan Wayne County Airport 1990).

- Am 5. November 1993 wurde eine Mitarbeiterin des Bodenpersonals auf dem Newark International Airport getötet, als sie in die laufenden Propellerblätter einer Regionalmaschine des Typs Fairchild SA-227C Metro III der Northwest Airlink lief, die gerade für einen Abflug nach Boston abgefertigt wurde (siehe auch Northwest-Airlink-Flug 3724).

- Am 1. Dezember 1993 schlug eine British Aerospace 3101 Jetstream 31 (N334PX) der Northwest Airlines, die durch deren Tochterfirma Northwest Airlink betrieben wurde, im Anflug auf den Flughafen Range Regional, Minnesota mit sehr hoher Sinkgeschwindigkeit gut 5 km vor dem Flughafen auf. Alle 18 Insassen an Bord wurden getötet. Als Ursache wurde der Zusammenbruch der Koordination innerhalb der Cockpitbesatzung festgestellt, bedingt durch das sehr dominante, provozierende und einschüchternde Verhalten des Kapitäns (siehe auch Northwest-Airlink-Flug 5719).[50]

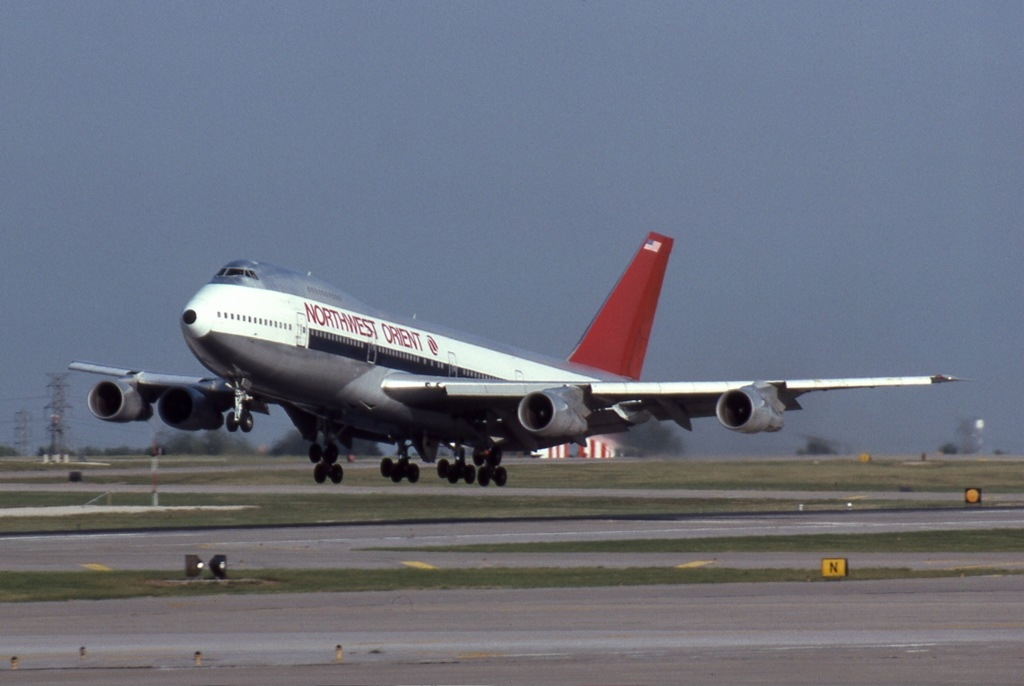
Die im August 2005 auf Guam verunglückte Boeing 747-200

- Am 09. Oktober 2002 blockierte aufgrund von Materialermüdung das untere Seitenruder einer Boeing 747-400 (N664US) auf Northwest Airlines Flug 85 in links ausgelenkter Position. Das Flugzeug war auf dem Weg von Detroit zum Flughafen Tokio-Narita, als der Vorfall über der Beringsee auftrat. Die Piloten konnten mit dem oberen Ruder gegensteuern, umkehren und in Anchorage notlanden; alle 404 Insassen (386 Passagiere und 18 Crewmitglieder) blieben unverletzt.
- Am 19. Januar 2003 rollte ein Mechaniker einen Airbus A319 der Northwest Airlines (N313NB) auf dem Flughafen New York-LaGuardia mit viel zu viel Schub über das Vorfeld. Dadurch rammte er eine Boeing 757-251 dieser (N550NW) sowie den Betonsockel einer Fluggastbrücke mit solchem Tempo, dass der Airbus zum Totalschaden wurde. Am Rumpf der Boeing 757 wurde ein Riss mit den Maßen 2 m × 0,60 m erzeugt. Personen kamen nicht zu Schaden.[51]

- Am 19. August 2005 kollabierte während der Landung auf dem  Flughafen Guam/Won Pat das Bugfahrwerk einer Boeing 747-200 (N627US). Die Flugbesatzung hatte beim Abarbeiten der Checklisten mehrfach das betreffende rote Warnlicht übersehen. Alle 334 Insassen überlebten; das Flugzeug wurde irreparabel beschädigt.[52]

- Am 25. Dezember 2009 versuchte ein 23-jähriger Nigerianer während des Northwest-Airlines-Flug 253 mit 289 Menschen an Bord einen Sprengsatz zu zünden, wobei er von einem anderen Passagier überwältigt wurde.[53]